# Under Suspicion (film 2000)
Under Suspicion è un film del 2000 diretto da Stephen Hopkins, tratto dal romanzo di John Wainwright Stato di fermo (Brainwash), già trasposto sullo schermo nel 1981 da Claude Miller col titolo di Guardato a vista (Garde à vue).

## Trama
La storia è ambientata in una sola notte a San Juan, in Porto Rico, durante i festeggiamenti di san Sebastiano (20 gennaio). 
Il ricco avvocato fiscalista, Henry Hearst, sta per tenere un discorso ad un'esclusiva festa di raccolta fondi.
L'avvocato, benché molto in vista e personalmente conosciuto dalle autorità dell'isola, viene chiamato alla stazione di polizia, per quella che apparentemente sembra essere una semplice formalità: deve chiarire alcuni dettagli sulla deposizione resa il giorno prima, quando ha trovato il cadavere di una ragazzina, violentata e uccisa.
Il capitano della Polizia, Victor Benezet, sospetta di Hearst e,
nonostante usi modi inizialmente cortesi, derivanti dalla conoscenza personale del suo interlocutore, cerca di cogliere in fallo il sospettato, che, messo alle strette, cambia più volte la sua versione dei fatti. Il capitano è aiutato dal detective Felix Owens, dai modi molto più ostili nei confronti del sospettato. Hearst viene accusato anche dell'omicidio di un'altra ragazza il cui corpo era stato trovato giorni prima.
Durante l'interrogatorio, che durerà tutta la notte, tranne un breve intervallo per consentire a Hearst di tenere il suo discorso all'evento di beneficenza, Benezet cercherà di far confessare Hearst, dando vita a una guerra psicologica e di nervi: Hearst viene messo ripetutamente alle strette dagli inquirenti che approfitteranno anche delle tensioni matrimoniali che esistono sotto la superficie apparentemente felice fra Hearst e la bella e molto più giovane moglie Chantal.
Chantal, la legittima proprietaria della villa in cui la ricca coppia vive, permette alla polizia di effettuare una perquisizione alla ricerca delle prove concrete che colleghino il marito agli omicidi. Nella camera oscura di Hearst, fotografo dilettante, vengono rinvenute le fotografie delle due ragazze assassinate. Quando le fotografie gli vengono mostrate, Hearst, prostrato dall'idea che anche la moglie sospetti di lui, ha un crollo fisico e mentale che lo induce per disperazione a confessare il duplice omicidio.
Pochi istanti dopo la falsa confessione, nella quale Hearst ha attinto anche alle fantasie morbose nutrite in realtà verso una nipote minorenne e che erano state causa del raffreddamento dei rapporti coniugali, a sorpresa viene colto in flagrante e arrestato il vero serial killer.
Scagionato e rilasciato all'istante, Henry si mescola in strada con la folla che sta ancora festeggiando, dove ritrova la moglie, ma si intuisce dal linguaggio del corpo dei due che ormai la distanza tra i coniugi è divenuta incolmabile.

## Distribuzione
Il film fu presentato in concorso al 53º Festival di Cannes.